# Aida Mitsuo

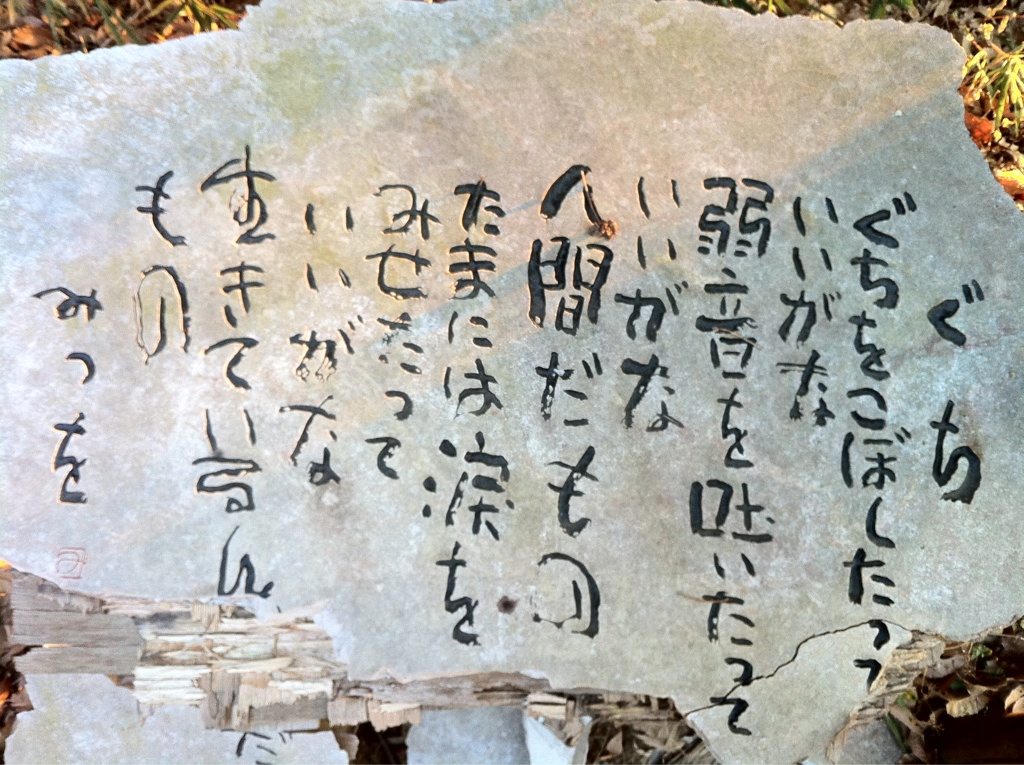
Thơ của Aida Mitsuo

Aida Mitsuo (tiếng Nhật: 相田みつを, 20 tháng 5 năm 1924 - 17 tháng 12 năm 1991) - là nhà thơ và nhà thư pháp nổi tiếng Nhật Bản được biết đến như một nhà thơ của giáo phái Thiền của Phật giáo.
Aida sinh ở Ashikaga, Tochigi, Nhật Bản vào năm 1924. Ngay từ rất sớm ông đã quan tâm đến thư pháp và thơ Tanka như là đặc trưng cho một phong cách ban đầu. Ông theo học trường trung cấp Ashikaga, tỉnh Tochigi. Sau khi tốt nghiệp, ông tiến hành nghiên cứu thơ với Yamashita Mutsu và thư pháp với Iwasawa Kei-seki. tác phẩm của ông cũng được biết là chịu ảnh hưởng từ Michiaki Zheng, Takei Akira, và Kinono Kazuyoshi. năm 1953, Aida tốt nghiệp trường Kanto Junior College, một trường đại học tư nhân ở Tatebayashi, tỉnh Gunma.
Năm 1954, Aida cưới Hiraga Chie. Con trai cả của họ, Kazuto Aida, là giám đốc của Bảo tàng Aida Mitsuo ở Tokyo.
Aida trở nên nổi tiếng sau khi xuất bản cuốn sách Ningen damono (Because I'm Human - Bởi vì tôi là con người), vào năm 1984. Hiện vẫn rất được ưa chuộng và có hơn 4 triệu cuốn đang lưu hành.
Aida qua đời ở Ashikaga, tỉnh Tochigi năm 1991 vì bệnh xuất huyết não.